# 이용원 (신학자)
이용원(李容源, 1948년 2월 2일~)은 대한민국의 신학자이다. 초대 서울장신대학교 총장을 역임했다.
1948년 2월 2일 경상북도 경주시에서 태어났다. 연세대학교 철학과를 졸업한 이후 미국 유학하여 풀러 신학대학원을 신학석사 졸업하고 귀국 후 장로회신학대학교 신학대학원에서 신학박사 학위를 받았으며 그 후 경상북도 경산시 진량면 봉회동에 있는 영남신학교 교장으로 임명받았다. 1996년에 서울장신대학교 총장을 역임한 이후, 2002년부터 그 학교의 교수로 재직 중이다.